# Своїч
45°17′ пн. ш. 15°25′ сх. д. / 45.29° пн. ш. 15.41° сх. д.
Своїч (хорв. Svojić) — населений пункт у Хорватії, в Карловацькій жупанії у складі громади Барилович.

## Населення
Населення за даними перепису 2011 року становило 46 осіб.
Динаміка чисельності населення поселення: